# Otophryne
Otophryne és un gènere de granotes de la família Microhylidae que es troba a l'est de Colòmbia i Veneçuela, a la Guaiana Francesa i el Brasil.

## Taxonomia
- Otophryne pyburni (Campbell & Clarke, 1998).
- Otophryne robusta (Boulenger, 1900).
- Otophryne steyermarki (Rivero, 1968).